# Alf Martinsen
Alf Martinsen (Lillestrøm, 29 de desembre de 1911 - Lillestrøm, 23 d'agost de 1988) fou un futbolista noruec de les dècades de 1930 i 1940 i entrenador.
Disputà 25 partits amb la selecció de futbol de Noruega, amb la qual guanyà la medalla de bronze als Jocs Olímpics de 1936 i participà en el Mundial de 1938, com a jugador reserva. Pel que fa a clubs, jugà al Fram Lillestrøm i al Lillestrøm SK. També entrenà el Lillestrøm SK entre 1947 i 1950 i entre 1952 i 1953.